# Юнкюр (Верхоянский район)
Юнкю́р (якут. Үҥкүр) — село в Верхоянском улусе Республики Саха (Якутия) России. Административный центр Сартанского наслега.

## География
Село находится в северной части Якутии, в пределах Янского плоскогорья, на левом берегу реки Юнкюр, вблизи места впадения её в реку Сартанг, на расстоянии примерно 142 км (по прямой) к юго-западу от посёлка Батагай, административного центра улуса. Абсолютная высота — 194 м над уровнем моря.
Климат
Климат характеризуется как резко континентальный, с продолжительной морозной малоснежной зимой и коротким прохладным летом. Средняя температура воздуха самого тёплого месяца (июля) составляет 16-17 °C; самого холодного (января) — −38 − −48 °C. Среднегодовое количество атмосферных осадков составляет 150—300 мм. Снежный покров держится в течение 215—235 дней в году.
Часовой пояс
Село Юнкюр находится в часовой зоне МСК+7. Смещение применяемого времени относительно UTC составляет +10:00.

## Население
| 2002 | 2010 | 2021 |
| ---- | ---- | ---- |
| 598  | ↘583 | ↘435 |

Половой состав
По данным Всероссийской переписи населения 2010 года, в гендерной структуре населения мужчины составляли 49,4 %, женщины — соответственно 50,6 %.
Национальный состав
Согласно результатам переписи 2002 года, в национальной структуре населения якуты составляли 95 % из 598 чел.

## Улицы
| - ул. Аммосова, - ул. Г. Слепцова, - ул. Парковая, - ул. Портовская, | - ул. Речная - ул. Центральная, - ул. Юнкюрская. |